# 南街街道 (锦州市)
南街街道，是中华人民共和国辽宁省锦州市古塔区下辖的一个乡镇级行政单位。

## 行政区划
南街街道下辖以下地区：
南一社区、南门社区、星汇园社区、西门外社区和西街社区。